# Amerikanskt förband

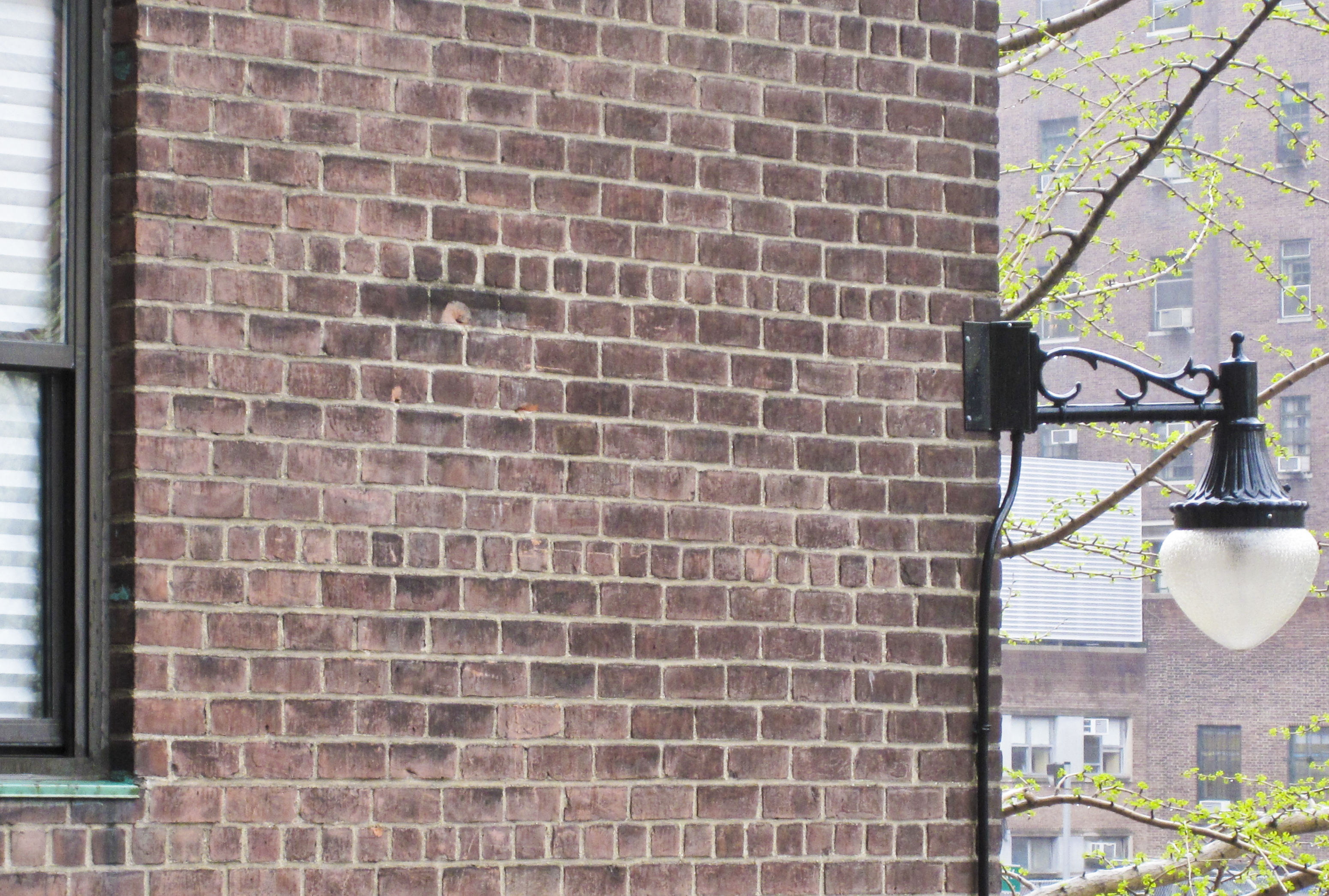
Amerikanskt förband, 5th Ave, New York (här dock 6 löpskift)

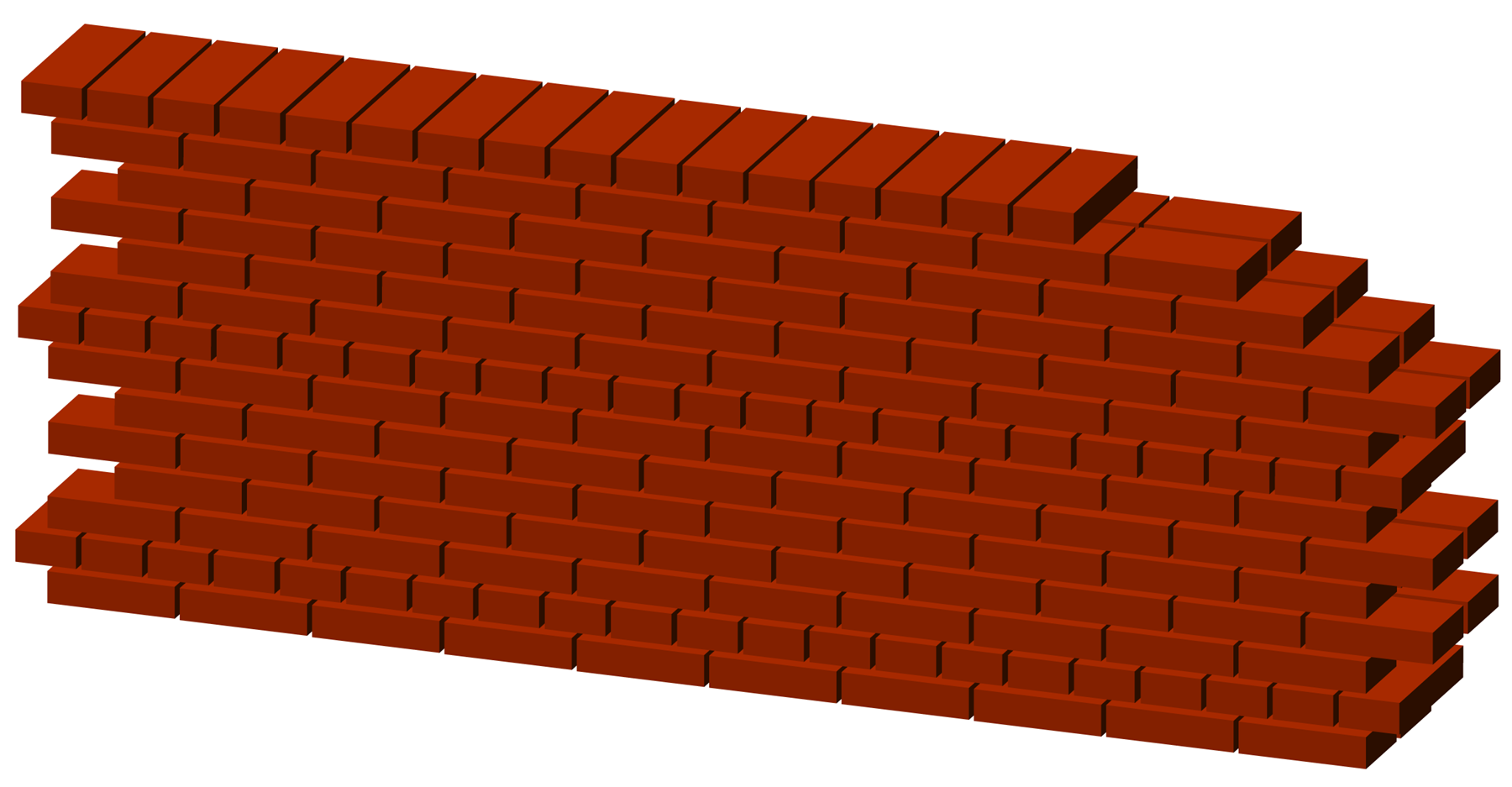
Ett amerikanskt förband består av 3–5 löpskift mellan två lager koppskift.

Amerikanskt förband, murförband i tegelmurning med omväxlande ett koppskift och tre till fem löpskift. Förbandet är snabbmurat och kan användas för bärande väggar. Det uppfyller kravet på 20% bindare, eller med andra ord att minst en femtedel av antalet stenar ska utgöras av bindare, och även kravet att högst fyra skift i följd får vara utan bindare. Förbandet har dock genom den stora delen löpskift inte samma stabilitet som till exempel ett traditionellt munkförband.